# Eduard de Hartog
 (janvier 2021).
La mise en forme du texte ne suit pas les recommandations de Wikipédia : il faut le « wikifier ».
Les points d'amélioration suivants sont les cas les plus fréquents :
- Les titres sont pré-formatés par le logiciel. Ils ne sont ni en capitales, ni en gras.
- Le texte ne doit pas être écrit en capitales (les noms de famille non plus), ni en gras, ni en italique, ni en « petit »…
- Le gras n'est utilisé que pour surligner le titre de l'article dans l'introduction, une seule fois.
- L'italique est rarement utilisé : mots en langue étrangère, titres d'œuvres, noms de bateaux, etc.
- Les citations ne sont pas en italique mais en corps de texte normal. Elles sont entourées par des guillemets français : « et ».
- Les listes à puces sont à éviter, des paragraphes rédigés étant largement préférés. Les tableaux sont à réserver à la présentation de données structurées (résultats, etc.).
- Les appels de note de bas de page (petits chiffres en exposant, introduits par l'outil «  Source ») sont à placer entre la fin de phrase et le point final[comme ça].
- Les liens internes (vers d'autres articles de Wikipédia) sont à choisir avec parcimonie. Créez des liens vers des articles approfondissant le sujet. Les termes génériques sans rapport avec le sujet sont à éviter, ainsi que les répétitions de liens vers un même terme.
- Les liens externes sont à placer uniquement dans une section « Liens externes », à la fin de l'article. Ces liens sont à choisir avec parcimonie suivant les règles définies. Si un lien sert de source à l'article, son insertion dans le texte est à faire par les notes de bas de page.
- La présentation des références doit suivre les conventions bibliographiques. Il est recommandé d'utiliser les modèles {{Ouvrage}}, {{Chapitre}}, {{Article}}, {{Lien web}} et/ou {{Bibliographie}}. Le mode d'édition visuel peut mettre en forme automatiquement les références.
- Insérer une infobox (cadre d'informations à droite) n'est pas obligatoire pour parachever la mise en page.

Pour une aide détaillée, merci de consulter Aide:Wikification.
Si vous pensez que ces points ont été résolus, vous pouvez retirer ce bandeau et améliorer la mise en forme d'un autre article.
Eduard de Hartog (Amsterdam, 15 août 1825 - La Haye, 5 novembre 1909) était un chef d'orchestre et compositeur néerlandais ; il a travaillé principalement en France, sous le nom d'Édouard de Hartog.

## Biographie
Fils du commerçant Hartog de Hartog et de Sara/Saartje Hertz, il a reçu le prénom d'Isaac à sa naissance et celui d'Eduard, le 12 décembre 1842, par décision du tribunal de district. Eduard de Hartog est initié à la musique à Amsterdam auprès de Jan George Bertelman (piano) et de Gustaaf Adolf Heinze (composition). Il gagne Paris en 1852 et poursuit ses études au conservatoire de Paris auprès de Berthold Damcke et Karl Anton Eckert, et fait la connaissance d'Henry Litolff. Installé à Paris, il travaille comme chef d'orchestre du Cercle Sainte-Cécile, compositeur et concertiste, et se produit en Europe occidentale. Son opéra Le mariage de Don Lope est créé à Paris en 1865. 
Ayant perdu une fortune considérable, Hartog doit se tourner vers l'enseignement de la musique. Vers 1900, il retourne aux Pays-Bas, et commence à travailler comme reporter musical pour différents magazines ; il a également contribué au supplément d'Arthur Pougin à la Biographie universelle des musiciens et bibliographie générale de la musique de François-Joseph Fétis.

## Œuvres
- opus 11 : Au bord du ruisseau, églogue, pour piano
- opus 17 : La fête des gnomes, impromptu-fantastique pour piano
- opus 19 : La calabraise, tarentelle pour piano
- opus 20 : Poésies musicales
- opus 21 : Sonatasymphonie, pour piano
- opus 22 : Hommage à Chopin, trois mazurkas
- opus 23 : La danse des Willis : étude de concert, pour piano
- opus 24 : Chansons à quatre voix pour chœur d'hommes
- opus 25 : Villanelle, pour piano
- opus 25bis : Deux chansons pour chœur d'hommes à quatre voix
- opus 26 : Quatre chansons à quatre voix pour soprano, alto, ténor et basse
- opus 27 : Trois esquisses romantiques, pour piano
- opus 31 : Chant de mai / Chant pour orchestre
- opus 32 : Land vooruit, esquisse de la vie de marin pour ténor, chœur d'hommes et orchestre/piano, poème de Gustave Mathieu
- opus 35 : Quatuor à cordes n° 1
- opus 41 : Quatuor à cordes n° 2
- opus 42 : Quatre chœurs d'hommes à quatre voix
- opus 51.2 : Sevilliana
- opus 52 : Pensée de minuit, méditation d'après une poésie de Lamartine
- opus 61 : Sarabande et gavotte pour violon et piano
- opus 64 : Deux chansons pour chœur d'hommes, (Auf dem Meer et Seemannslied)
- opus 65 : Kimm hoam, mei sonna, dédié au chœur d'hommes Oefening baart Kunst d'Amsterdam
- opus 66 : Six miniatures pour piano
- opus 67 : Momento capriciose, humoresque pour orchestre
- opus 70 : Quatre danses à l'ancienne, pour piano
- opus 72 : Gnomentanz
- opus 76 : Contes d'autrefois, cinq airs de ballet (pour piano)
- Psaume 43 pour solistes, chœur et orchestre
- Lorenzo Aldini (opéra comique)
- L'amour et son hôte (alias L'amour mouillé, opérette en un acte)
- Le mariage de Don Lope (opéra comique)
- Trois poèmes symphoniques
- Waldscenes, pour orchestre
- Marche Scandinave, pour orchestre
- Scènes arabes, pour orchestre
- Le rêve, caprice pour le piano
- Le point Blanc, ballade fantastique, pour basse et piano
- Désir
- Soirée de la paix (Paix du soir ?)
- Victoire, une chanson d'autrefois
- Dans la forêt
- Ce que tu es
- Trois chansons pour soprano et contralto

## Sources, notes et/ou références
Plusieurs des sources ci-dessous donnent des dates de naissance et de décès erronées :
- Henri Viotta, Lexicon der Toonkunst, partie 2, 1883, page 30
- Eduard A. Melchior : Dictionnaire de la musique, 1890, page 278
- J.H. Letzer : La Hollande musicale 1850-1910. Dictionnaire bio-bibliographique des artistes musicaux néerlandais - ainsi que des écrivains dans le domaine de la musique et de la littérature, 2e édition avec ajouts et corrections. Utrecht : J. L. Beijers, 1913, page 67
- Lexique illustré de la musique, édité par M. G. Keller et Philip Kruseman, avec des contributions de Sem Dresden, Wouter Hutschenruijter (1859-1943), Willem Landré, Alexander Voormolen et Henri Zagwijn ; publié en 1932/1949 par J. Philips Kruseman, La Haye ; page 269
- J. Robijns et Miep Zijlstra, Algemene Muziek Encyclopedie part 4, Unieboek 1980, page 189
- François-Joseph Fétis : Biographie universelle des musiciens
- Oxford Music Online mentionne la date de naissance et de décès correcte.